# Île du Prince-Patrick
L’île du Prince-Patrick est une île de l'archipel Arctique située dans le passage du Nord-Ouest, la plus occidentale des îles de la Reine-Élisabeth.
Son littoral nord-ouest borde directement l'océan Arctique. L'île appartient aux Territoires du Nord-Ouest, un territoire du Canada. 

## Histoire
Elle a été découverte par George Mecham et explorée pour la première fois en 1853, puis nommée en l’honneur du prince Arthur William Patrick, duc de Connaught, qui était gouverneur général du Canada de 1911 à 1916. 

## Géographie
La superficie de l’île est de 15 848 km2, faisant d'elle la 55e plus grande île au monde et la 14e plus grande île du Canada. Elle se trouve dans une zone sismique et est inhabitée.

## Climat
| Mois                                  | jan.       | fév.       | mars       | avril      | mai        | juin       | jui.      | août       | sep.       | oct.       | nov.       | déc.       | année          |
| ------------------------------------- | ---------- | ---------- | ---------- | ---------- | ---------- | ---------- | --------- | ---------- | ---------- | ---------- | ---------- | ---------- | -------------- |
| Température minimale moyenne (°C)     | −36,9      | −37,6      | −34,9      | −26,8      | −13,5      | −1,7       | 1,2       | −1,3       | −8,5       | −21,3      | −30,2      | −34        | −20,4          |
| Température moyenne (°C)              | −33,1      | −33,9      | −31,4      | −23        | −10,4      | 0,6        | 4         | 0,9        | −6,2       | −17,7      | −26,6      | −30,5      | −17,3          |
| Température maximale moyenne (°C)     | −29,4      | −30        | −27,6      | −19,1      | −7,4       | 2,9        | 6,7       | 3          | −3,8       | −14,1      | −23,1      | −27        | −14,1          |
| Record de froid (°C) date du record   | −52,2 1962 | −53,9 1967 | −54,7 2017 | −46,1 1983 | −28,9 1957 | −14,4 1967 | −3,9 1953 | −13,5 1996 | −26,1 1965 | −37,9 1986 | −44,4 1972 | −52,8 1948 | −54,7 4/3/2017 |
| Record de chaleur (°C) date du record | −5,3 1977  | −4,9 1989  | −6,7 1967  | −0,5 1995  | 5,6 1964   | 18 2012    | 22,7 2001 | 16,3 2011  | 7,8 1959   | 2,5 1977   | −1,7 1965  | −2,6 1983  | 22,7 24/7/2001 |
| Ensoleillement (h)                    | 0          | 0          | 97,9       | 287,5      | 267,9      | 297,2      | 254,1     | 121        | 49,6       | 15,5       | 0          | 0          | 1 390,5        |
| Précipitations (mm)                   | 4,5        | 4,6        | 4,2        | 3,4        | 10,8       | 9,8        | 13,8      | 23,8       | 18,1       | 12,9       | 6,7        | 4,5        | 117,2          |
| dont neige (cm)                       | 5,4        | 5,8        | 5,1        | 4,7        | 15         | 6,6        | 3,8       | 12,9       | 18,5       | 16,1       | 9          | 6,3        | 109,2          |
| Nombre de jours avec précipitations   | 6,1        | 6,6        | 6,4        | 4,9        | 10,1       | 6,3        | 9         | 13,3       | 12,8       | 11,6       | 9,6        | 6,9        | 103,6          |
| Humidité relative (%)                 | 69,5       | 67,4       | 64,6       | 73,2       | 82         | 81,3       | 79,6      | 84,8       | 88,2       | 80,3       | 73,3       | 69,6       | 76,1           |
| Nombre de jours avec neige            | 6,6        | 6,9        | 6,8        | 5,8        | 12,2       | 4,2        | 3,4       | 8,9        | 12,5       | 12,2       | 10         | 7,1        | 96,5           |

| Diagramme climatique                                  |             |               |               |               |            |            |           |              |                |               |           |
| J                                                     | F           | M             | A             | M             | J          | J          | A         | S            | O              | N             | D         |
| −29,4−36,94,5                                         | −30−37,64,6 | −27,6−34,94,2 | −19,1−26,83,4 | −7,4−13,510,8 | 2,9−1,79,8 | 6,71,213,8 | 3−1,323,8 | −3,8−8,518,1 | −14,1−21,312,9 | −23,1−30,26,7 | −27−344,5 |
| Moyennes : • Temp. maxi et mini °C • Précipitation mm |             |               |               |               |            |            |           |              |                |               |           |